# 三村和敬
三村 和敬（みむら かずのり、1996年5月27日 - ）は、日本の俳優、元子役。
神奈川県出身。2021年3月までアミューズ所属、2021年8月から2022年12月までカクタス所属。 2024年、金子大地、前原瑞樹と共にユニット・惚てってるズを結成。

## 出演

### 映画
- アキレスと亀（2008年）
- 告白（2010年） - 引田和敬 役
- 忍たま乱太郎（2011年） - 不破雷蔵 役、鉢谷三郎 役（二役）
- 地獄でなぜ悪い（2013年）
- 渇き。（2014年）
- ソ満国境 15歳の夏（2015年） - 金森成義 役
- ちはやふる -上の句- / -下の句-（2016年）
- 橋上ブルー（2017年） - 主演・日笠春喜 役[2]
- デメキン（2017年） - 将 役[3]
- となりの怪物くん（2018年）
- 凪待ち（2019年）
- ワンダーウォール 劇場版（2020年） - マサラ 役
- るろうに剣心 最終章 The Final（2021年）
- 衝動（2021年） - リク 役
- 逆光（2021年12月18日、FOL）
- わたしの見ている世界が全て（2023年3月31日）
- BLUE BOY LOVER（2023年7月28日）
- ABYSS（2023年9月15日、FOL）- コウキ役
- 石とシャーデンフロイデ（2024年11月9日、プロジェクトドーン） - 主演・ヒトシ 役[4]

### テレビドラマ
- 冤罪〜父と子の旅路〜（2005年6月6日、TBS）
- 相棒 season 5 第12話「狼の行方」（2007年1月10日、テレビ朝日） - 増田雄一 役
- あの戦争は何だったのか 日米開戦と東條英機（2008年12月24日、TBS）
- 大河ドラマ（NHK）
  - 天地人 第1話 - 第23話（2009年1月4日 - 6月7日） - 山岸尚家（少年時代） 役
  - おんな城主 直虎 第41話 - 第43話（2017年10月15日 - 29日） - 犬丸 役
- ブラックボード〜時代と戦った教師たち〜 第一夜（2012年4月5日、TBS）
- 弱くても勝てます〜青志先生とへっぽこ高校球児の野望〜（2014年4月12日 - 6月21日、日本テレビ）
- 京都発地域ドラマ ワンダーウォール（2018年7月25日、NHK BSプレミアム） - マサラ 役[5]
- サイレント・ヴォイス 行動心理捜査官・楯岡絵麻 第1話（2018年10月6日、BSテレ東）
- レ・ミゼラブル 終わりなき旅路（2019年1月6日、フジテレビ）
- お父さんと私の“シベリア抑留” -『凍りの掌』が描く戦争-（2019年8月10日、NHK BSプレミアム）
- ケイジとケンジ〜所轄と地検の24時〜 第8話・最終話（2020年3月5日・12日、テレビ朝日） - 加瀬沢太一 役
- 世にも奇妙な物語 '20夏の特別編「3つの願い」（2020年7月11日、フジテレビ） ‐ 佐藤学 役
- 私の家政夫ナギサさん 第2話（2020年7月14日、TBS）

### 配信ドラマ
- 紺田照の合法レシピ（2018年3月6日、Amazonプライム・ビデオ）
- 湘南純愛組!（2020年2月28日、Amazonプライム・ビデオ）-  塚井強 役

### 再現ドラマ
- コレってアリですか?（2010年 - 2011年）

### ラジオドラマ
- FMシアター（NHK-FM）
  - 「ガラクタな人々」（2020年12月19日） - 主演・高橋 役
  - 「はるかぜ、氷をとく」（2021年3月13日）

### 舞台
- 港入口 若津屋食堂（2008年）
- リチャード三世（2009年）
- コースト・オブ・ユートピア（2009年）
- 大逆走（2015年10月、Bunkamuraシアターコクーン /  森ノ宮ピロティホール）
- 俺と世界は同じ場所にある（2015年12月、シアター711）
- AZUMI 戦国編（2016年11月、Zeppブルーシアター六本木）
- そして僕は途方に暮れる（2018年3月 - 4月、Bunkamuraシアターコクーン / 森ノ宮ピロティホール）
- inseparable『変半身』（2019年11月 - 12月、東京芸術劇場シアターイースト / 三重県文化会館 / ロームシアター京都 / 神戸文化ホール）[6]
- 夏の砂の上（2022年11月、世田谷パブリックシアターほか）[7]
- テアトロコントspecial 惚てってるズ『惚てはじめ』（2024年4月26日 - 29日、ユーロライブ）[8]
- テアトロコントspecial 惚てってるズ『惚て並み拝見』（2025年4月25日 - 30日、ユーロライブ）[9]

### CM
- KONAMI 「METAL GEAR SOLID V： THE PHANTOM PAIN」ショートフィルム「メタ男Days」（2015年）